# تمپتیشن
«تمپتیشن» (Temptation) یا «وسوسه» ترانه‌ای از خوانندۀ ایرانی-سوئدی، آرش و ربکا زدیگ است که در اولین آلبوم آرش،  آرش قرار دارد. این ترانه در پوشش‌ها و زبان‌های مختلف اجرا شده‌است. موسیقی "وسوسه" از "بایلا ماریا" است، یک ترانۀ اسپانیایی که توسط ایشتار آلابینا با حضور لوس نیوس د سارا که در سال ۱۹۹۶ ضبط شده‌است.
این ترانه، نسخۀ جدیدتر ترانۀ ربکا، به نام وسوسه است که آرش (آن زمان به نام الکس) در آن حضور داشت. اشعار این دو ترانه به طور قابل توجهی متفاوت است. در حالی که ترانۀ ربکا به زبان انگلیسی با تک‌نوازی آرش به زبان فارسی است، نسخۀ آرش یک آهنگ فارسی با تک‌نوازی انگلیسی است.
این تک‌آهنگ در چارت‌های سوئد جزو ده ترانۀ اول قرار گرفت. نماهنگ این ترانه، در بین پربازدیدترین موزیک ویدیوهای فارسی در یوتیوب قرار دارد.
نماهنگ تمپتیشن، در کشور مالزی فیلم‌برداری شده‌است.